# Lutosa clipeata
Lutosa clipeata är en insektsart som först beskrevs av Brunner von Wattenwyl 1888.  Lutosa clipeata ingår i släktet Lutosa och familjen Anostostomatidae. Inga underarter finns listade i Catalogue of Life.